# Craon (Vienne)
Craon ist eine französische Gemeinde mit 183 Einwohnern (Stand: 1. Januar 2022) im Département Vienne in der Region Nouvelle-Aquitaine; sie gehört zum Arrondissement Châtellerault und zum Kanton Loudun (bis 2015: Kanton Moncontour). Die Einwohner werden Craonnais genannt.

## Geographie
Craon liegt etwa 29 Kilometer nordwestlich von Poitiers. Umgeben wird Craon von den Nachbargemeinden La Grimaudière im Norden, Mazeuil im Osten und Nordosten, Cuhon im Osten, Massognes im Osten und Südosten, Doux im Süden, Thénezay im Südwesten sowie Assais-les-Jumeaux im Westen und Nordwesten.

## Bevölkerungsentwicklung
| Jahr                      | 1962 | 1968 | 1975 | 1982 | 1990 | 1999 | 2006 | 2013 |
| Einwohner                 | 338  | 324  | 294  | 243  | 213  | 196  | 198  | 188  |
| Quelle: Cassini und INSEE |      |      |      |      |      |      |      |      |

## Sehenswürdigkeiten
- Kirche Saint-Michel aus dem 13. Jahrhundert
- Rathaus
- Markthalle

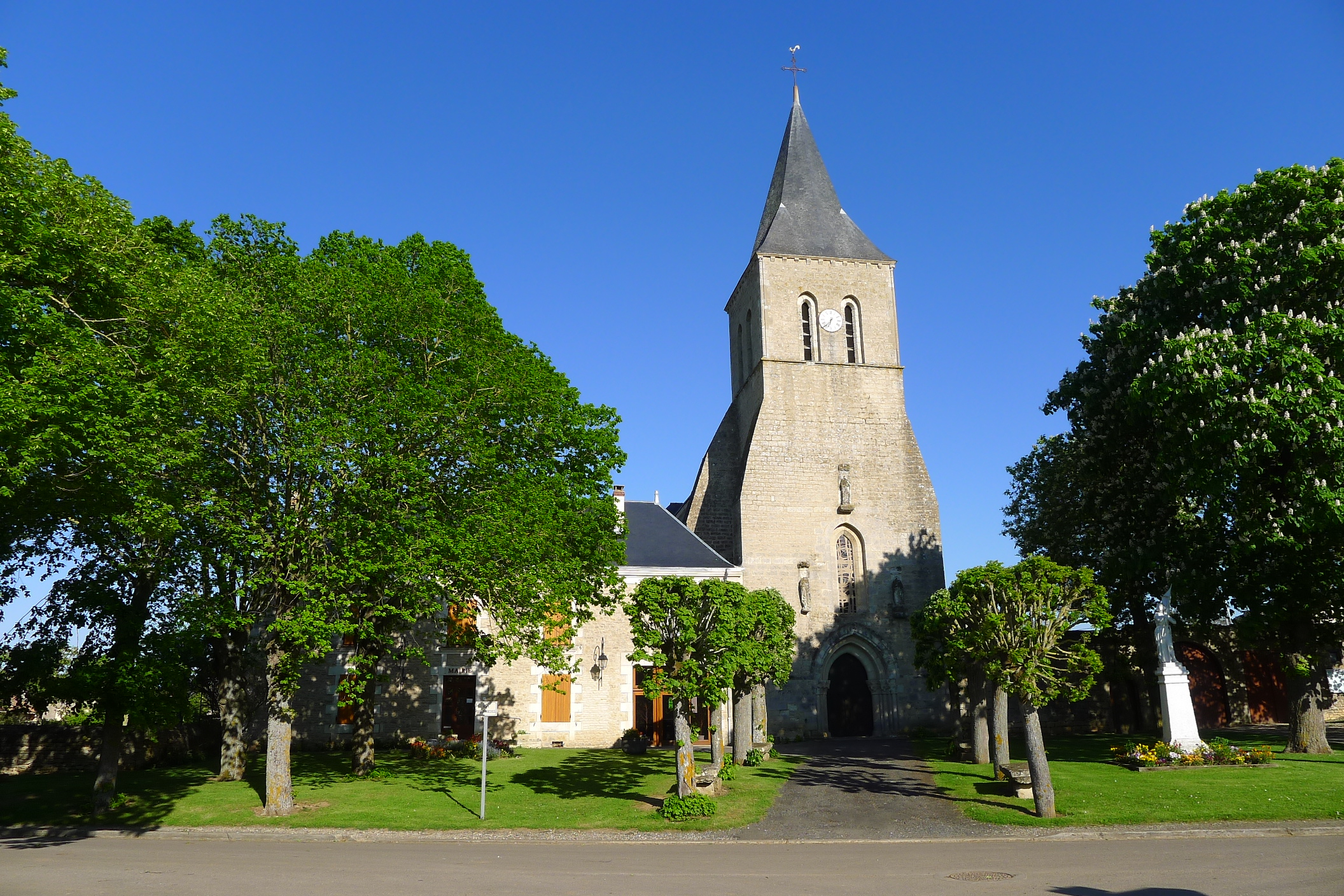
Kirche Saint-Michel
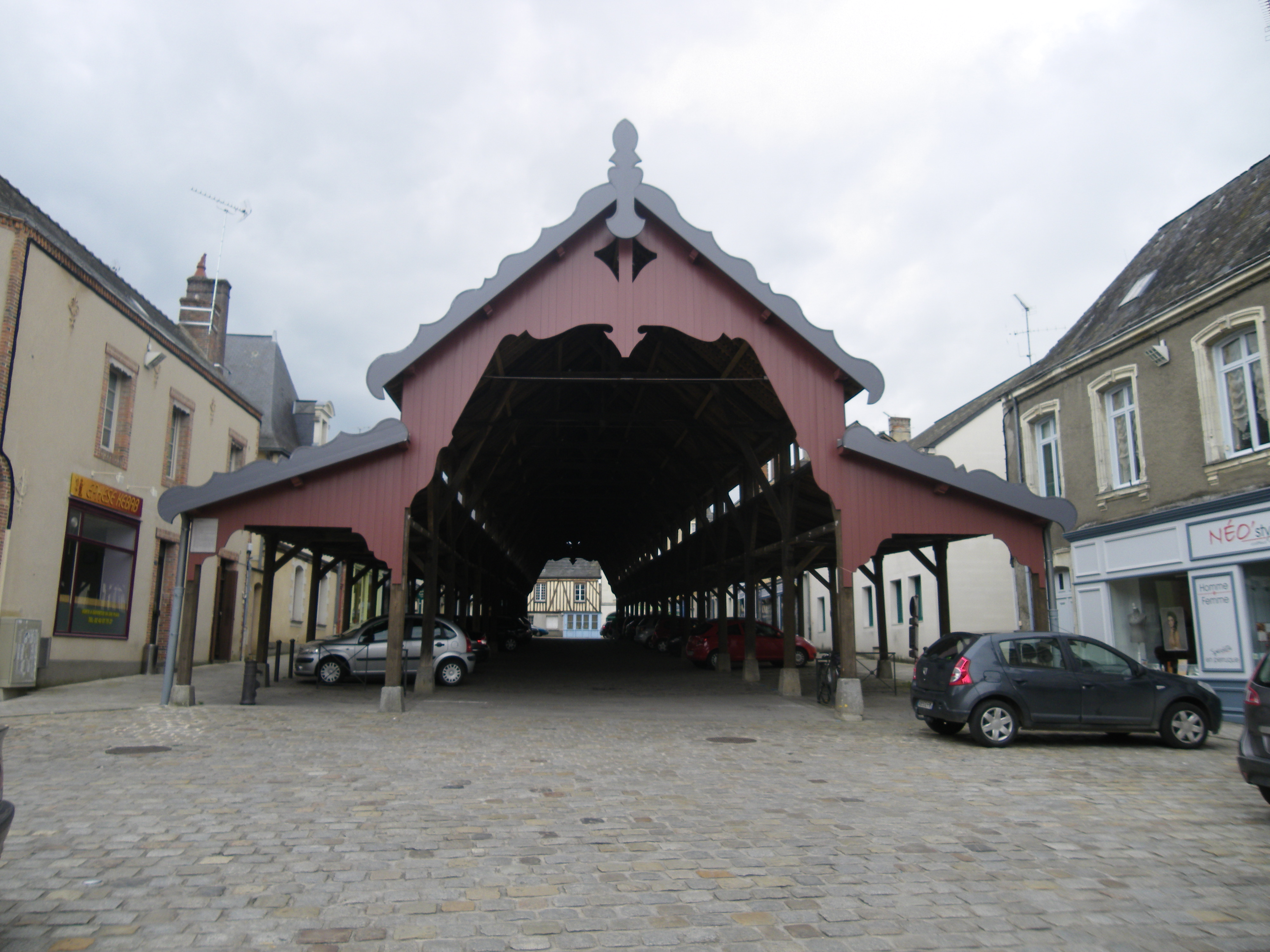
Markthalle